# 秋本尚美
秋本 尚美（あきもと なおみ、1月4日 - ）は、日本の漫画家、ゴルファーである。東京都出身。
1980年、『絹のブラウス』（LaLa/白泉社）でデビュー。

## 主な作品
単行本/読み切り含む
- プレイガール[1]（KADOKAWA）
- たとえば君のいない朝（KADOKAWA）
- 新名季実子の夏休み（角川書店）
- 雨の日も晴れの日も
- 私のドンファン
- グリーンは笑う
- 約束のない日曜日
- 午前０時の冷蔵庫（くぼた尚子）
- はじめての恋じゃなし（集英社）
- うさぎのいない月
- See you again
- ゆめのはんかけ
- にぎやかな部屋
- ナチュラル（集英社）
- シンデレラの靴
- 夜の雲朝の月
- 爛漫の蕾たち
- アンサンブル（ヤングユー（YOUNG YOU）/集英社）
- センチメンタルマーマーレード
- エンジェルブルー
- したたかな女達
- 花に嵐
- 華模様 夢模様
- 家族の晩餐
- だから人生やめられない（水野プロ）
- GIFT（講談社）
- ねこのおくりもの（講談社）
- ぬくぬく
- Darling!
- うりかぶ。（竹書房）
- あのねこのこと（あにまるパラダイス/竹書房）
- Heaven’s Door 彼女の最期の夏（朝日新聞出版）
- グーグーだって猫である 映画版コミック（KADOKAWA/角川書店）
- 猫とぬくぬく
- ぬくぬくファイナル
- ふたりぼっち（BE・LOVE）
- イワンのばか（BE・LOVE）
- バラの咲く庭